# Robert Montgomery
Robert Montgomery (Beacon, 21 de maio de 1904 – Nova Iorque, 27 de setembro de 1981) foi um ator estadunidense.

## Biografia
Montgomery nasceu em uma família rica, mas quando seu pai se suicidou em 1922 perderam tudo. Ele então mudou-se para Nova Iorque para tentar a carreira de de escritor e ator. Acabou conseguindo sua primeira oportunidade em Hollywood em 1929 e não parou mais.
Em 1935 foi eleito presidente da Screen Actors Guild e reeleito em 1946. Foi indicado ao prêmio Oscar em 1937 por Night Must Fall e novamente em 1942 por Here Comes Mr. Jordan. Durante a Segunda Guerra Mundial ingressou na Marinha.
Em 1945 retonou ao cinema, estreando como diretor no filme They Were Expendable, substituindo John Ford, quando este teve que se ausentar da direção por motivos de saúde. O primeiro filme que foi creditado como diretor foi en 1947, Lady in the Lake.
Em 1953 ganhou um prêmio Emmy pelo programa "Robert Montgomery Presents". Em 1955 ganhou um prêmio Tony de melhor diretor pela peça da Broadway "The Desperate Hours". Fez participações em programas de TV e em 1960 encerrou sua carreira tanto no cinema quanto na TV. Em 1968 escreveu um livro chamado "An Open Letter from a Television Viewer".
O ator foi casado duas vezes e teve dois filhos com sua primeira esposa.
Montgomery morreu de câncer aos 77 anos na cidade de Nova Iorque. Sua filha, a atriz Elizabeth Montgomery (1933-1995), e o filho, Robert Montgomery, Jr. (1936-2000) ambos morreram de câncer também.

## Filmografia
Como ator:

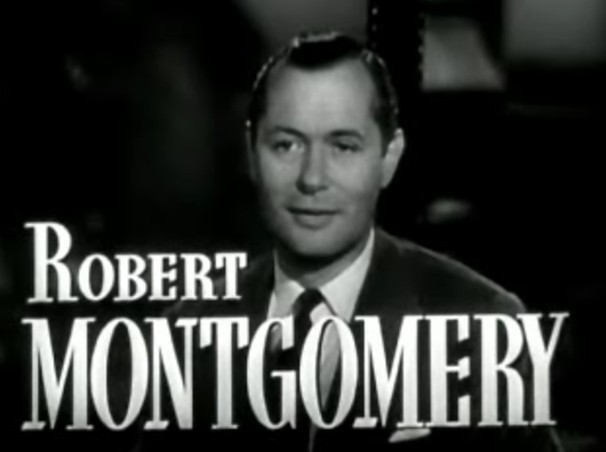
Robert Montgomery em Rage in Heaven (1941)

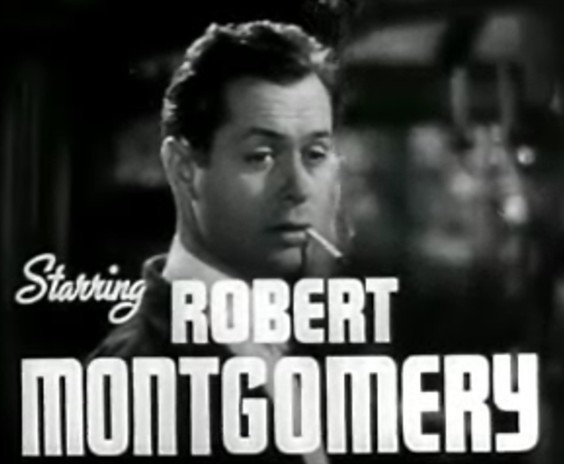
Robert Montgomery em Night Must Fall (1937)

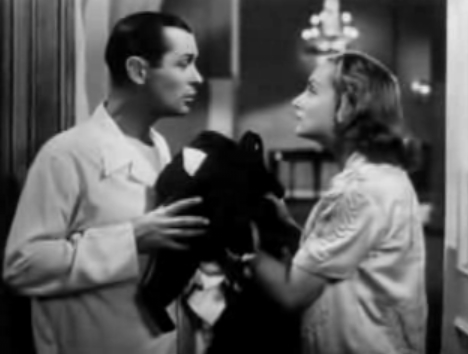
]Robert Montgomery e Carole Lombard em Mr. & Mrs. Smith (1941)

- 1960 — The Gallant Hours (narrador)
- 1953 — Harvest (TV)
- 1950 — Your Witness
- 1949 — Once More, My Darling
- 1948 — June Bride
- 1948 — The Saxon Charm
- 1947 — Ride the Pink Horse
- 1947 — Lady in the Lake
- 1945 — They Were Expendable
- 1941 — Unfinished Business
- 1941 — Here Comes Mr. Jordan
- 1941 — Rage in Heaven
- 1941 — Mr. & Mrs. Smith (1941)
- 1940 — Busman's Honeymoon
- 1940 — The Earl of Chicago
- 1939 — Fast and Loose
- 1938 — Three Loves Has Nancy
- 1938 — Yellow Jack
- 1939 — The First Hundred Years
- 1938 — Live, Love and Learn
- 1937 — Ever Since Eve
- 1937 — Night Must Fall
- 1937 — The Last of Mrs. Cheyney
- 1936 — Piccadilly Jim
- 1936 — Trouble for Two
- 1936 — Petticoat Fever
- 1935 — No More Ladies
- 1935 — Vanessa: Her Love Story
- 1935 — Biography of a Bachelor Girl
- 1934 — Forsaking All Others
- 1934 — Hide-Out
- 1934 — Riptide
- 1934 — The Mystery of Mr. X
- 1934 — Fugitive Lovers
- 1933 — Night Flight
- 1933 — Another Language
- 1933 — When Ladies Meet
- 1933 — Made on Broadway
- 1933 — Hell Below
- 1932 — Faithless
- 1932 — Blondie of the Follies
- 1932 — Letty Lynton
- 1932 — -But the Flesh Is Weak
- 1932 — Lovers Courageous
- 1931 — Private Lives
- 1931 — The Man in Possession
- 1931 — Shipmates
- 1931 — Strangers May Kiss
- 1931 — The Easiest Way
- 1931 — Inspiration
- 1931 — The Voice of Hollywood No. 7 (segunda série)
- 1930 — War Nurse
- 1930 — Love in the Rough
- 1930 — Our Blushing Brides
- 1930 — The Sins of the Children
- 1930 — The Big House
- 1930 — The Divorcee
- 1930 — Free and Easy
- 1929 — Their Own Desire
- 1929 — Untamed
- 1929 — So This Is College
- 1929 — Three Live Ghosts
- 1929 — The Single Standard

Como diretor:
| - 1960 — The Gallant Hours - 1950 — Your Witness - 1949 — Once More, My Darling |  | - 1947 — Ride the Pink Horse - 1947 — Lady in the Lake - 1945 — They Were Expendable (não creditado) |